# 静岡県道113号熱川片瀬線

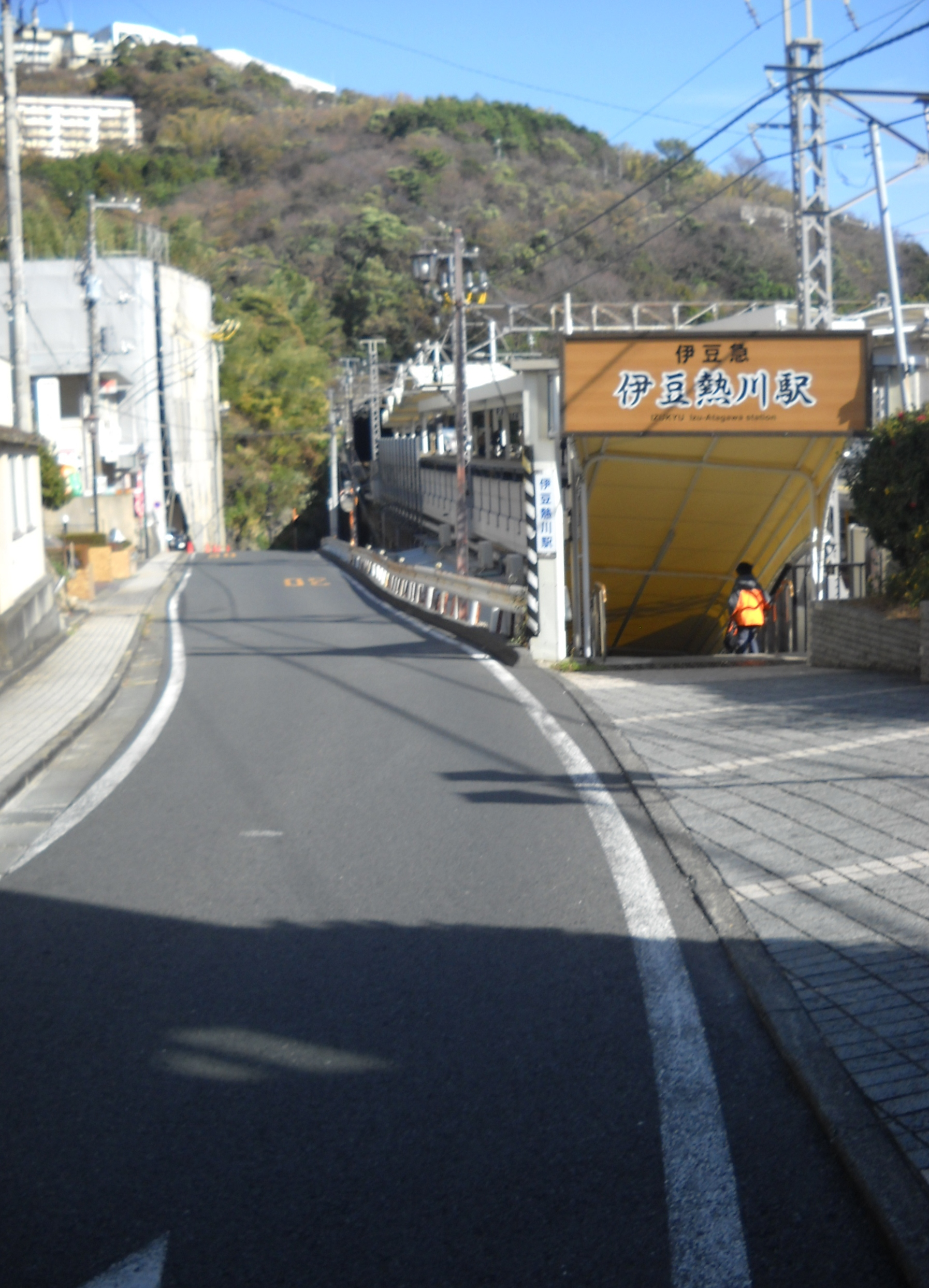
伊豆熱川駅前より終点方向を望む

静岡県道113号熱川片瀬線（しずおかけんどう113ごう あたがわかたせせん）は、静岡県賀茂郡東伊豆町を通る県道である。

## 路線データ
- 起点 : 賀茂郡東伊豆町奈良本[1]
- 終点 : 賀茂郡東伊豆町片瀬[1]

## 歴史
- 1960年（昭和35年）12月2日 - 県道認定[1]

## 地理

### 交差する道路
- 国道135号